# Верховный Совет Латвийской Республики
Верховный Совет Латвийской Республики (латыш. Latvijas Republikas Augstākā padome) — парламент Латвии, действовавший с мая 1990 года по июль 1993 года. Избран весной 1990 года как Верховный Совет Латвийской ССР 12-го созыва в составе 201 депутата, но с принятием 4 мая декларации «О восстановлении независимости Латвийской Республики» стал называться ВС Латвийской Республики. Председатель — Анатолий Горбунов, заместители председателя — Дайнис Иванс (позднее его сменил Валдис Биркавс) и Андрей Крастиньш, секретарь — Имант Даудиш.
6 июля 1993 года Верховный Совет Латвийской Республики сложил полномочия в пользу вновь избранного Сейма Латвии.

## Выборы и легитимность
Благодаря процессу перестройки в СССР впервые за многие годы выборы прошли на многопартийной основе: свои списки выдвинули Сельскохозяйственный союз Латвии, объединение «За Латвийское государство, за свободного человека», объединённый список Интерфронта и Компартии Латвии, список Партии радикалов. Самым популярным стал Народный Фронт Латвии, который выдвинул лозунги «Едины для Латвии!», «Латвия — наш общий дом», «Мы все в одной лодке», «За независимую и демократическую Латвию». В пункте 2.5 предвыборной платформы НФЛ говорилось о предоставлении гражданства Латвии всем жителям страны по их свободному выбору. «4 марта Дума НФЛ распространила заявление, в котором говорилось, что „НФЛ в своих документах и практической деятельности полностью исключает насильственный отъезд из Латвии какой-либо части жителей“ и выступает против разжигания „синдрома беженцев“ в обществе», — указывает историк Виктор Гущин.
Выборы в Верховный Совет Латвийской ССР 12-го созыва прошли 18 марта 1990 года и обеспечили победу Народного фронта Латвии за счет изменения состава и численности избирателей в одномандатных округах в пользу сельского населения, преимущественно латышского. Например, Вентспилсский район с численностью 15632 человека (0,6 % от численности населения республики, 2 680 029 человек) получил 3 места в ВС (1,5 %). Это стало возможно благодаря принятой 11 ноября 1989 года новой редакции ст. 15 закона «О выборах народных депутатов Латвийской ССР», которая гласила: «Избирательные округа по выборам народных депутатов Латвийской ССР образуются с учётом административно-территориального деления Латвийской ССР по следующей норме представительства: один депутат от каждых десяти тысяч избирателей, допуская отступление от установленного числа избирателей, не превышающее двадцати пяти процентов, причем не менее трех депутатов от каждого района, города республиканского подчинения, района в городе». Таким образом, 26 сельских районов могли получить 78 мест в ВС.
Это обеспечило НФЛ 131 мандат из 201, блоку «Равноправие» — 57 мандатов.
4 мая 1990 года Верховный Совет на основе концепции оккупации Балтийских стран принял Декларацию о восстановлении независимости Латвии, которая предусматривала переходный период на пути к государственному суверенитету в рамках законодательства СССР. Национально-радикальные силы призывали бойкотировать выборы, считая их незаконными в условиях отсутствия независимости республики де факто.
Однако Верховный Совет благополучно был избран, а принятая им Декларация признается конституционным актом наравне с Сатверсме (конституцией ЛР), несмотря на то, что последний состав ВС избирался всем сообществом граждан Латвийской ССР.
После августовского путча в Москве большинство депутатов 15 октября 1991 года проголосовало за постановление о восстановлении гражданства Латвийской Республики, которым данное право было признано за лицами, проживавшими в ней до 1940 года, и их потомками, и лишена гражданских прав треть населения страны. После этого Верховный Совет не был распущен, но продолжил работу до 1993 года. Правовед Константин Матвеев считает, «факт деления латвийского народа на граждан и неграждан, юридически воплощенный в тексте постановления Верховного Совета Латвии, единственным своим мотивировочным моментом определяет именно наличие факта оккупации Латвии. Следовательно из этого тезиса проистекают и все правовые последствия и производные документа: отстранение от участия в политической жизни очень значительной части народа, отсутствие де-факто в стране всеобщего избирательного права, отсутствие в стране легитимной власти, поскольку не может быть легитимной власть в стране, где отсутствует всеобщее избирательное право».

## Законотворческая деятельность
ВС принял 404 закона за 389 заседаний.
Принятые Верховным Советом, избранным всем населением Латвии, законы были направлены на восстановление преемственности с довоенной Латвийской Республикой, для чего было восстановлено действие Конституции (Сатверсме) 1922 года и Гражданского закона.

### Организация экономики
Верховный Совет заложил основы перехода от социалистической экономики к рыночной.
1990, 31 июля. Создан Банк Латвии, который вскоре начал выдавать лицензии на торговлю валютой. Правоопреемственность с довоенным Банком Латвии он восстановил только в соответствии с законом от 4 марта 1992 года.
1990, 26 сентября. Принят закон «О предпринимательской деятельности», открывший дорогу для преобразования созданных ещё в конце 1990-х годов кооперативов в частные предприятия. Функция регистрации предприятий была поручена соответствующему Регистру, созданному в соответствии с законом от 20 ноября того же года. 5 декабря был принят закон «Об акционерных обществах», а 23 января 1991 года — «Об обществах с ограниченной ответственностью».
1991, 24 августа. С восстановлением независимости де-факто, было принято решение «Об обеспечении экономической основы государственненности ЛР» (Par Latvijas Republikas valstiskuma ekonomiskā pamata nodrošināšanu), объявившее объекты союзной собственности и гражданские объекты на территории Латвии её собственностью. 10 сентября было принято решение о реорганизации управленческого аппарата предприятий союзного подчинения и государственных предприятий, предусматривающее поголовную аттестацию руководителей с «оценкой деятельности после 4 мая 1990 года».
1991, 25 сентября. Принят Таможенный кодекс ЛР.
1991, 26 ноября. Создан Комитет по денежной реформе, который подготовил сначала внедрение временной денежной единицы — латвийского рубля, а затем латвийского лата.
1991, 3 декабря. Принят закон о конкуренции и ограничении монопольной деятельности.
1991, 23 декабря. Принят закон «О занятости», в котором оговорены создание службы занятости и статус безработного, позволяющий претендовать на пособие. В законе содержалась оговорка, что пособие не полагается лицам, уволившимся по собственному желанию, а также «противозаконно находящимся в Латвии».
1992, 14 октября. Приняты законы «О бухгалтерии» и «О годовом отчете предприятия», установившие требования к бухгалтерскому учёту.

### Общность граждан, имущество
Верховный Совет также реализовал намерение восстановить общность граждан довоенной республики. При этом часть граждан СССР, переселившихся в Латвию из других республик, была ущемлена в гражданских и имущественных правах.
1991, 15 октября. Решением «О восстановлении гражданства Латвийской Республики и основных правилах натурализации» («Par Latvijas Republikas pilsoņu tiesību atjaunošanu un naturalizācijas pamatnoteikumiem») статус граждан республики был автоматически предоставлен только лицам, имевшим гражданство ЛР до июня 1940 года, и их потомкам. Это было закреплено в законе «О гражданстве ЛР» 12 ноября 1991 года. Таким образом в стране появилось более 730 тысяч неграждан, что составляло около 30 % населения в начале 1990-х годов. Всех жителей Латвии учитывал Регистр жителей, созданный соответствующим законом 22 ноября—11 декабря 1991 года.
1991, 30 октября. Закон «О возвращении домовладений законным владельцам» лишил права на предоставленное в советский период жильё 220 тысяч человек (около 10 % жителей Латвии). Они не только были лишены права на приватизацию своего жилья, но и подверглись риску выселения без предоставления другого жилого помещения. Переходный период, когда этого нельзя было сделать без решения суда, был установлен законом «О найме жилых помещений» сначала на 7 лет, затем продлевался до декабря 2006 года. Однако суды не отказывали домовладельцам в реализации их требований: до апреля 2009 года таким образом лишились своих квартир 38 313 семей, или 115 тысяч жителей городов — в основном Риги, Юрмалы и Цесиса.
1991, 20 ноября. Законом «О земельной реформе в городах» бывшим владельцам земли и их потомкам вернули участки, на которых в советское время были построены новые микрорайоны. Таким образом государство создало систему разделённой собственности, при которой владельцы приватизированных квартир были вынуждены платить за использование частной земли. В Латвии в раздельной собственности находятся 3677 многоквартирных домов, в которых около 111 тыс. квартир. Дома находятся на земельных участках, принадлежащих 7354 другим лицам.
1992, 9 июля. Закон «О приватизации земли в сельской местности» предоставил это право только гражданам Латвии.
1992, 4 ноября. Законом «О приватизационных сертификатах» дополнительные 15 сертификатов номинальной стоимостью 28 латов присваивались гражданам Латвии и их потомкам, в свою очередь, у неграждан Латвии количество сертификатов, начисленных за каждый год проживания в Латвии до 31 декабря 1992 года, уменьшалось на 5. Таким образом, неграждан вынудили покупать сертификаты по рыночной цене для того, чтобы приватизировать квартиры, что было возможно только за сертификаты. В то же время у граждан на руках оказалось большое количество сертификатов, которые не были использованы вплоть до 2016 года.

## Фракции
Изначально в ВС были созданы фракции Народного фронта Латвии (имевшая большинство) во главе с Янисом Диневичем (позднее его сменил Индулис Берзиньш) и «Равноправие» во главе с Сергеем Диманисом. Позднее от «Равноправия» отделилась фракция Центра демократической инициативы, от НФЛ — фракция «Сатверсме» и Сельская фракция.

## Изменения депутатского корпуса
Депутат Ита Козакевич трагически погибла в 1990 году, утонув в море. В 1991 году её место занял её муж Индулис Страздиньш, мандат которого был утверждён 12 февраля.
Депутат Имант Зиедонис сложил полномочия по состоянию здоровья. 22 августа 1991 года был утверждён мандат депутата А. Беркиса, избранного взамен Зиедониса.
В октябре 1991 года ВС лишил мандатов трёх депутатов фракции «Равноправие», поскольку те не уволились из Вооружённых сил СССР, как того требовало принятое в августе 1991 года постановление ВС.
В июле 1992 года ВС без суда лишил мандатов 14 депутатов фракции «Равноправие», включая председателя фракции С. Диманиса, и независимого депутата А. Алексеева, обвиняя их в поддержке ГКЧП.

## Наследие
В 1999 году был принят закон об особом статусе депутатов, голосовавших за декларацию о восстановлении независимости или конституционный закон от 21 августа 1991 года, а также депутата А. Беркиса, которые получили право на особую пенсию в размере 80 % от зарплаты действующих депутатов Сейма.